# Volo Aeroflot 99
Il volo Aeroflot 99 era un Tupolev Tu-124 che operava un volo di linea interno da Leningrado a Murmansk, entrambi in Unione Sovietica, che si schiantò durante il tentativo di atterrare l'11 novembre 1965. Dei 64 passeggeri e membri dell'equipaggio a bordo, 32 morirono nell'incidente e molti dei sopravvissuti riportarono ferite più o meno gravi.

## L'aereo
L'aereo coinvolto nell'incidente era un Tupolev Tu-124 registrato come CCCP-45086 per Aeroflot. L'aereo era piuttosto nuovo poiché era uscito dalla catena di montaggio solo tre mesi prima. Al momento dell'incidente aveva sostenuto 357 ore di volo e 300 cicli di pressurizzazione (un ciclo equivale a un decollo e un atterraggio).

## L'equipaggio
Nove membri dell'equipaggio erano a bordo del volo. L'equipaggio della cabina di pilotaggio era composto da:
- Comandante Donat Samuilovič Nekljudov
- Co-pilota D. A. Kunešov
- Navigatore Ju. M. Višnev
- Ingegnere di volo V. I. Romanov
- Operatore radio F. I. Petrov

Lo spedizioniere insieme alla hostess A. E. Arcybaševa lavorava nella cabina passeggeri.

## L'incidente
Il volo Aeroflot SU99 decollò dall'aeroporto di Leningrado-Pulkovo alle 14:21. Il volo proseguì liscio durante il decollo e il tragitto. Tuttavia, durante la discesa verso Murmansk, il tempo era peggiorato con cumulonembi a 260 metri, neve e visibilità di 1,5 km.
Alle 15:50, 7 minuti prima dell'orario previsto di arrivo, il controllore del traffico aereo informò il volo 99 del peggioramento delle condizioni meteorologiche in aeroporto e ordinò all'equipaggio di passare a quota 2400 metri; poco dopo li informò di ridurre nuovamente l'altitudine per raggiungere i 700 metri. Il rilevamento per l'atterraggio era di 215°.
Quando il Tupolev passò a quota 800 metri il comandante iniziò una virata, perdendo quota più velocemente del previsto. Durante l'avvicinamento, a 7100 metri dalla pista, il velivolo stava volando a 400 m a sinistra della linea centrale estesa. Quando si trovò a quota 180 metri cercando di superare il faro non direzionale che si trovava a circa 2400 metri dalla pista, l'aereo entrò nella bufera di neve. Poco dopo il pilota in comando aumentò la velocità di discesa e alle 15:57 il Tu-124 si schiantò sul lago ghiacciato Kilp"javr mentre era a 273 metri dal faro e 2127 metri dalla pista.
Dopo aver colpito il ghiaccio l'aereo perse l'ala sinistra e la fusoliera si spezzò in due, separandosi dalla cabina di pilotaggio. La destra si staccò poco dopo. La fusoliera si fermò sul ghiaccio a 1562 m dall'inizio della pista e affondò rapidamente. I soldati accorsi riuscirono a salvare diversi passeggeri dalla fusoliera affondata. La cabina di pilotaggio si fermò sul ghiaccio 166 metri a sinistra della fusoliera, poi precipitò nel ghiaccio in acque poco profonde nei pressi di un isolotto in mezzo al lago, affondando parzialmente. Tutti i membri dell'equipaggio, tranne il navigatore Višnev e lo spedizioniere, riuscirono a fuggire. I soldati di stanza in un edificio vicino al faro si precipitarono per salvare i passeggeri e l'equipaggio dall'incidente, ma 32 delle 64 persone a bordo morirono.

## Le cause
I piloti scesero al di sotto del sentiero di discesa ma non si accorsero immediatamente del loro errore. Quelle che i piloti pensavano fossero le luci della pista erano in realtà luci provenienti da un quartiere vicino all'aeroporto, facendo pensare ai piloti di non essere scesi abbastanza, quindi aumentarono ancora di più il tasso di discesa. Quando i piloti capirono di aver commesso uno sbaglio era troppo tardi, e l'aereo cadde sul lago ghiacciato. Le ragioni secondarie dell'incidente includevano il fatto che l'aeroporto non era dotato di luci di avvicinamento al sentiero di discesa e il controllore del traffico aereo non aveva avvertito l'equipaggio che la loro altitudine era troppo bassa rispetto alla loro vicinanza alla pista.